# 杜鹰
杜鹰（1952年10月—），河北深县人，中华人民共和国政治人物，中国共产党党员。中国人民大学经济系毕业，经济学学士。历任国务院农村发展研究中心发展研究所助理研究员、研究室主任、副研究员、副所长；农业部农村经济研究中心副主任、农村改革试验区办公室主任、政策体改法规司司长、产业政策与法规司司长；国家发展计划委员会农村经济发展司司长、国家发展和改革委员会农村经济司司长等职。2005年8月任国家发展和改革委员会副主任。

## 部门分工
- 负责地区经济及国家促进中部地区崛起、西部地区开发、振兴东北地区等老工业基地、农村经济、法规方面的工作。
- 分管地区经济司、西部开发司、东北振兴司、农村经济司、法规司。
- 联系中国招标投标协会。[2]

## 著作
- 中国区域经济发展年鉴，中国财政经济出版社，2009
- 走出乡村：中国农村劳动力流动实证硏究，经济科学出版社，1997（与白南生合著）
- 中国改革开放：1978-2008，人民出版社，2009（与张平、彭森合著）